# American Head Charge
American Head Charge ist eine US-amerikanische Metal-Band aus Minneapolis, Minnesota. Ihre Lieder spiegeln teils Einflüsse aus Nu Metal und Industrial Metal wider.

## Bandgeschichte
Cameron Heacock und Chad Hanks lernten sich Ende der 1990er in einer Rehabilitationsklinik für Drogenabhängige kennen. Sie beschließen unter den Pseudonymen Martin Cock und Mr. H.C. Banks gemeinsam Musik zu machen. 1999 erschien ihr Debütalbum Trepanation im Eigenvertrieb. American Recordings wurde auf die Gruppe aufmerksam und veröffentlichte 2001 das Album War of Art. Label-Chef Rick Rubin übernahm die Produktion des Albums. Das Line-up wurde um Justin Fowler (Keyboards), Bryan Ottoson (Gitarre) und   Christopher Emery (Schlagzeug) ergänzt. Im gleichen Jahr spielte American Head Charge auf der zweiten Bühne des Ozzfestes. Es folgte eine Tournee im Vorprogramm von Slipknot. Immer wieder kam es zu Drogenexzessen innerhalb der Band, einzelne Mitglieder mussten immer wieder Kliniken aufsuchen. Trotzdem gelingt es der Gruppe ihr drittes Album Feeding im Februar 2005 über Nitrus zu veröffentlichen.
Am 20. April 2005 wurde Gitarrist Bryan Ottoson tot aufgefunden, er starb an einer Überdosis verschreibungspflichtiger Medikamente. American Head Charge befand sich zu dieser Zeit auf einer Tour mit Mudvayne, Life of Agony und Bloodsimple. Die Band war gezwungen, ihre Tour abzubrechen. Die Gruppe trat im gleichen Jahr auf dem Download-Festival auf. Benji Hellberg ersetzte das verstorbene Bandmitglied.
Nach der Veröffentlichung der Kompilation Can’t Stop the Machine und der anschließenden Tour machten sich Line-up-Probleme bemerkbar. Die Band bröckelte immer wieder auseinander, bis sie sich im Sommer 2009 auflöste.
Am 1. Juli 2011 verkündete die Band via offiziellem Facebook-Profil ihre Wiedervereinigung. Es folgten 2013 die erste EP der Bandgeschichte Shoot und 2016 das vierte Studioalbum Tango Umbrella.

## Musikstil
American Head Charge spielen eine Mischung aus Industrial Metal, Alternative Metal und Nu Metal. War the War of Art noch relativ hart, so präsentierte sich die Gruppe auf The Feeding wesentlich eingängiger und geradliniger.

## Diskografie

### Studioalben
- 1999: Trepanation
- 2001: The War of Art
- 2005: The Feeding
- 2016: Tango Umbrella

### EPs
- 2013: Shoot

### Kompilationen
- 2005: Demos & Rare Songs
- 2007: Can’t Stop the Machine

### Singles
- 2000: Just So You Know

### Kompilationen
- 2000: Devilswork: A Tribute to Ministry
- 2000: Anthems of Rust and Decay: A Tribute to Marilyn Manson
- 2002: Pledge of Allegiance Tour (live)
- 2002: Ozzfest 2001: Second Millennium (live)
- 2004: UFC Ultimate Beatdowns Vol. 1: Metal